# Neotheronia mellosa
Neotheronia mellosa là một loài tò vò trong họ Ichneumonidae.